# Bob Bogle
Robert Lenard Bogle (16 de enero de 1934-14 de junio de 2009) fue miembro fundador del combo instrumental The Ventures. Él y Don Wilson fundaron el grupo en 1958. Bogle fue el guitarrista principal y posteriormente bajista del grupo. En 2008, Bogle y otros miembros de The Ventures fueron incluidos en el Salón de la Fama del Rock and Roll en la categoría de intérpretes.

## Breve biografía
Nació el 16 de enero de 1934 en Wagoner, Oklahoma, Bogle trabajó como albañil en California desde los 15 años. 
Inicialmente tocaba la guitarra principal. Mientras trabajaba en una empresa de construcción, conoció por casualidad a Don Wilson, y los dos se reunieron para hablar de música y finalmente empezaron a tocar la guitarra juntos, abriendo la historia de The Ventures en 1959. 
La guitarra principal de Bogle en la versión de 1960 de "Walk, Don't Run" de los Ventures ayudó a influir en la siguiente generación de guitarristas, como John Fogerty, Steve Miller, Joe Walsh y Stevie Ray Vaughan. El uso de Bogle del brazo de vibrato fue especialmente notable.
La canción "Wild Child" de los Ventures fue sampleada por los Wiseguys en "Start the Commotion", dando a Bogle su único crédito de escritura de éxito en las listas británicas, alcanzando el número 47 y pasando 2 semanas en la lista.
Con el tiempo, los Ventures dejaron de ser una unidad de dos hombres para convertirse en una banda con Howie Johnson en la batería y Norkey Edwards en el bajo. Poco después, Norquay pasó a ser el guitarrista principal, Bob fue sustituido en el bajo y Howie Johnson tuvo que dejar la banda tras un accidente de coche y fue sustituido por Mel Taylor, pero el resto de su ilustre historia fue una página en la historia del rock. También estaba pegado en la pared.
Un empeoramiento de su antiguo dolor de espalda le llevó a retirarse de las giras en 2005 (fue sustituido por Bob Spalding. El 14 de junio de 2009 falleció a causa de un linfoma no hodgkiniano, y se supo que llevaba 12 años luchando contra la enfermedad, y que le habían dado 10 años de vida al mismo tiempo.

## Musicalidad
Como antiguo guitarrista, las líneas de bajo que toca son únicas. La versión original de "Walk Don't Run", en la que Nokie Edwards tocaba el bajo, es un walking bass corriente, pero el toque de Bob se parece más al fraseo de la propia guitarra, con una serie de frases dinámicas y melódicas que podrían describirse como "lead bass" convertido en bajo. Esta tendencia se acentúa aún más, sobre todo en las actuaciones en directo, con bajos corridos que incluyen no sólo la nota raíz, sino también notas de transición, e improvisaciones como tocar "Teke Teke Teke..." en el bajo y añadir tiza, lo que hace que surjan frases dinámicas y de impulso. En sus últimos años, añadió un rápido solo de bajo con tiza en "Wipe Out", mostrando una singularidad que iba más allá del ámbito del simple "bajo". Dice: "No escuché ni copié a muchos otros bajistas. Como él mismo dice, "no escuché a muchos otros bajistas y no los copié, fue realmente una iniciativa propia".
También toca la guitarra principal en algunas canciones, pero se trata de un estilo extremadamente ortodoxo. El selector de pastillas de su querida Fender Jazzmaster está siempre en la posición central y toca con el brazo del trémolo en la mano. Esto provoca una sutil fluctuación en el tono, pero es una característica de su estilo. El solo de batería de "Caravan" es una muestra de la técnica de "stick-on-bass" del batería, en la que golpea las cuerdas del bajo. Se trata de una técnica que sólo puede lograrse cuando el baterista y el bajista respiran al unísono. En una entrevista antes de su muerte, dijo que a él y a Mel Taylor se les ocurrió la idea de hacer el solo de batería más emocionante, ya que era aburrido tener sólo un solo de batería.